# Historische Bibliothek des Gymnasiums am Kaiserdom Speyer

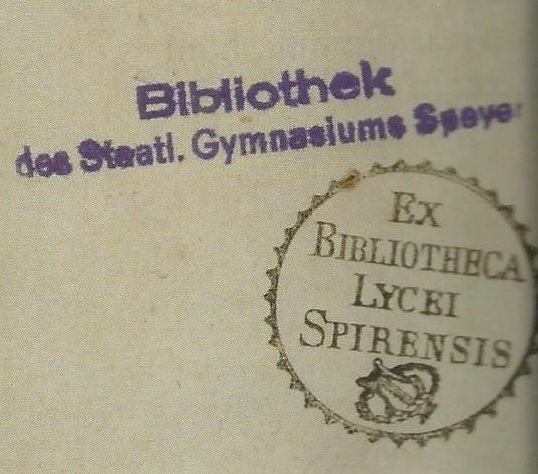
Bibliotheksstempel

Die historische Bibliothek des Gymnasiums am Kaiserdom in Speyer ist als Teil der Schulbibliothek des Gymnasiums am Kaiserdom die traditionsreichste Altbestandsbibliothek in Speyer.

## Geschichte
Nach der Katastrophe von 1689, als Speyer im Pfälzischen Erbfolgekrieg zerstört wurde, mussten die Bibliotheken der Stadt, der 1540 gegründeten Lateinschule und des Speyerer Domkapitels neu aufgebaut werden. Diese jüngeren Buchbestände flossen im 19. Jahrhundert in der 1820 eröffneten Lyzealbibliothek zusammen, der Vorgängerin der Bibliothek des heutigen Gymnasiums am Kaiserdom. Bis heute befindet sich der Altbestand der Bibliothek, die seit 1990 unter der Fachaufsicht der 1921 gegründeten Pfälzischen Landesbibliothek steht, in der Schule.  „Bei der heutigen Bibliothek des Gymnasiums am Kaiserdom in Speyer handelt es sich mithin nicht nur um eine Schulbibliothek, sondern um den maßgeblichen Tradierungsort der vorhandenen Buchbestände dieser Stadt, soweit sie sich überhaupt hier erhalten haben“. „Handschriften und Drucke bis 1816 wurden aus Gründen des Bestandsschutzes in die Landesbibliothek verlegt.“

## Bestände
Die nicht sehr große Büchersammlung des Gymnasiums (541 Einheiten nach einem bis 1812 geführten Katalog) wurde 1817 mit der jüngeren Speyerer Domkapitelsbibliothek, soweit sie nicht untergegangen war, und 1818 mit der jüngeren Speyerer Stadtbibliothek vereinigt. Die als Distriktsbibliothek vorgesehene Stadtbibliothek hatte 1803 Bücher aus der Alten Mainzer Universitätsbibliothek erhalten (noch ca. 200 Bände dieser Provenienz sind heute nachweisbar). 
Im 19. Jahrhundert war die Lyzealbibliothek Pflichtexemplarbibliothek, denn ab 1840 forderte das bayerische Pflichtabgabegesetz die Abgabe von zwei Pflichtexemplaren an die Hof- und Staatsbibliothek in München und bestimmte die Weiterleitung des zweiten Exemplars von in der Pfalz erschienener Literatur an die Gymnasialbibliothek. „Die wichtigste Bibliothek der Pfalz war die Gymnasialbibliothek in Speyer“.
Die 1942 ausgelagerten Bestände erlitten nach der Rückführung nicht genau zu beziffernde Verluste. Der Altbestand bis 1800 umfasst heute gut 3000 Einheiten, darunter 23 Inkunabeln. Im Handbuch der historischen Buchbestände (Stand 1989) wurde der historische Bestand vor 1900 mit ca. 10.360 Titeln angegeben.